# Katrin Beck
Katrin Beck (* 1982) ist eine deutsche Musikwissenschaftlerin, Kulturmanagerin und Musikvermittlerin.

## Leben und Ausbildung
Beck studierte Musikwissenschaft, Neuere deutsche Literaturgeschichte sowie Buch- und Bibliothekskunde an der Universität Würzburg und der Universität Erlangen. Darüber hinaus absolvierte sie ein berufsbegleitendes Studium im Bereich Kulturmanagement an der FernUniversität in Hagen. 1998 zog sie nach München und gründete dort ein Büro für Kulturmanagement, das seither Projekte im Bereich der zeitgenössischen Musik und des Musiktheaters realisiert.

## Beruflicher Werdegang
Katrin Beck ist seit vielen Jahren in verschiedenen Bereichen des Musikmanagements und der Musikvermittlung tätig. Zu ihren Arbeitsfeldern gehören die Konzeption und Organisation von Musikprojekten und Musiktheaterproduktionen, Musikvermittlung durch Konzerteinführungen, Moderationen und Künstlergespräche sowie die Entwicklung interdisziplinärer und kooperativer Projekte für unterschiedliche Zielgruppen. Zudem unterrichtet sie am Leopold Mozart College of Music der Universität Augsburg.
In Zusammenarbeit mit der Siemens Stiftung und dem Goethe-Institut war sie an der Konzeption und Gründung des Projekts Music in Africa beteiligt. Darüber hinaus ist sie als kuratorische Beraterin, Mentorin und Mitglied in verschiedenen Fachjurys tätig.
Seit 2016 leitet Beck das Künstlerische Betriebsbüro der Münchener Biennale. Zudem ist sie für die Musikvermittlung des Münchener Kammerorchesters verantwortlich. 2023 wurde sie zusammen mit Manuela Kerer zur künstlerischen Leitung der Münchener Biennale ernannt, die sie seit 2025 zusammen leiten, um ihre erste Biennale 2026 auszurichten. Das neue Leitungsteam plant, die internationale Ausrichtung des Festivals zu stärken, die Vernetzung zwischen lokaler und internationaler Musikszene zu fördern und die Musikvermittlung – insbesondere für ein junges Publikum – stärker in den Fokus zu rücken.

## Privates
Katrin Beck lebt mit ihrer Familie in München.